# Lance Storm
Lance Timothy Evers (Sarnia, 3 de abril de 1969) é um ex-lutador de wrestling profissional canadense que atuava com o ring name de Lance Storm.

## Carreira no wrestling
- Circuito independente (1990-1996)
- Extreme Championship Wrestling (1996-2000)
- World Championship Wrestling (2000-2001)
- World Wrestling Federation / World Wrestling Entertainment (2001-2004)
- Semi-retirado (2004-2007)

## No wrestling
Finishing and signature moves
- Canadian Maple Leaf/ Calgary Crab / Straight Shooter (Roll-through counter into a single-leg Boston crab)
- Deep Impact (Spike piledriver) - ECW
- Power-Plex (Suplex powerslam) - ECW
- Sharpshooter
- Superkick ( Thunder Kick )
- Cradle piledriver
- Diving spinning wheel kick
- Leg lariat
- Springboard diving clothesline
- Springboard dropkick
- Star Kick (Dropsault) - Early 1990s

- Managers
  - Major Gunns
  - Jason Knight
  - Dawn Marie
  - Ivory

## Campeonatos e prêmios
- Canadian Rocky Mountain Wrestling
  - CRMW Commonwealth Mid-Heavyweight Championship (4 vezes)
  - CRMW International/North American Championship (1 vez)
  - CRMW North American Tag Team Championship (2 vezes) - com Chris Jericho

- Catch Wrestling Association
  - CWA Catch Junior Heavyweight Championship (2 vezes)[4]

- Extreme Championship Wrestling
  - ECW World Tag Team Championship (3 vezes) - com Chris Candido (1) e Justin Credible (2)

- Pro Wrestling Illustrated
  - PWI ranked him #13 of the top 500 singles wrestlers in the PWI 500 em 2001[5]

- Smoky Mountain Wrestling
  - SMW Beat the Champ Television Championship (1 vez)

- Wrestle Association R
  - Dragon Gate I-J Heavyweight Tag Team Championship (1 vez)[6] - com Yuji Yasuraoka
  - WAR World Six-Man Tag Team Championship (1 vez)[7] - com Kouki Kitahara e Nobutaka Araya

- World Championship Wrestling
  - WCW Cruiserweight Championship (1 vez)
  - WCW Hardcore Championship (1 vez)
  - WCW United States Heavyweight Championship (3 vezes)

- World Wrestling Federation
  - WWF Intercontinental Championship (1 vez)
  - World Tag Team Championship (4 vezes) - com Christian (1), William Regal (2) e Chief Morley (1)

- Wrestling Observer Newsletter awards
  - Most Underrated Wrestler (2001)